# Pacasmayo (província)
Pacasmayo é uma província do Peru localizada na região de La Libertad. Sua capital é a cidade de San Pedro de Lloc.

## Distritos da província
- Guadalupe
- Jequetepeque
- Pacasmayo
- San José
- San Pedro de Lloc